# Prionomelia cretafunda
Prionomelia cretafunda är en fjärilsart som beskrevs av Dyar 1912. Prionomelia cretafunda ingår i släktet Prionomelia och familjen mätare. Inga underarter finns listade i Catalogue of Life.